# Comunidade Política Europeia
A Comunidade Política Europeia (CPE) é uma plataforma para discussões políticas e estratégicas sobre o futuro da Europa, criada em 2022. O grupo reuniu-se pela primeira vez em outubro de 2022, com participantes de 44 países europeus, assim como o Presidente do Conselho Europeu e a Presidente da Comissão Europeia.

## História
A CPE foi proposto pelo presidente francês, Emmanuel Macron, em maio de 2022, durante a sua presidência do Conselho da União Europeia. Em 23 e 24 de junho de 2022 Macron apresentou a ideia oficialmente na reunião do Conselho Europeu. O grupo reuniu-se em 6 de outubro de 2022, com líderes de 44 estados. A Rússia e a Bielorrússia foram deliberadamente excluídas.

## Intuito
O intuito da CPE é criar uma plataforma de coordenação política para os países do continente europeu e promover o diálogo político e a cooperação para tratar questões de interesse comum, de modo a aumentar a segurança, estabilidade e prosperidade do continente, em particular no que diz respeito à crise energética europeia. Para além dos estados membros da UE, a CPE também inclui países como Arménia, Azerbaijão, Geórgia, Islândia, Moldávia, Turquia, Ucrânia e Reino Unido.

## Cúpulas

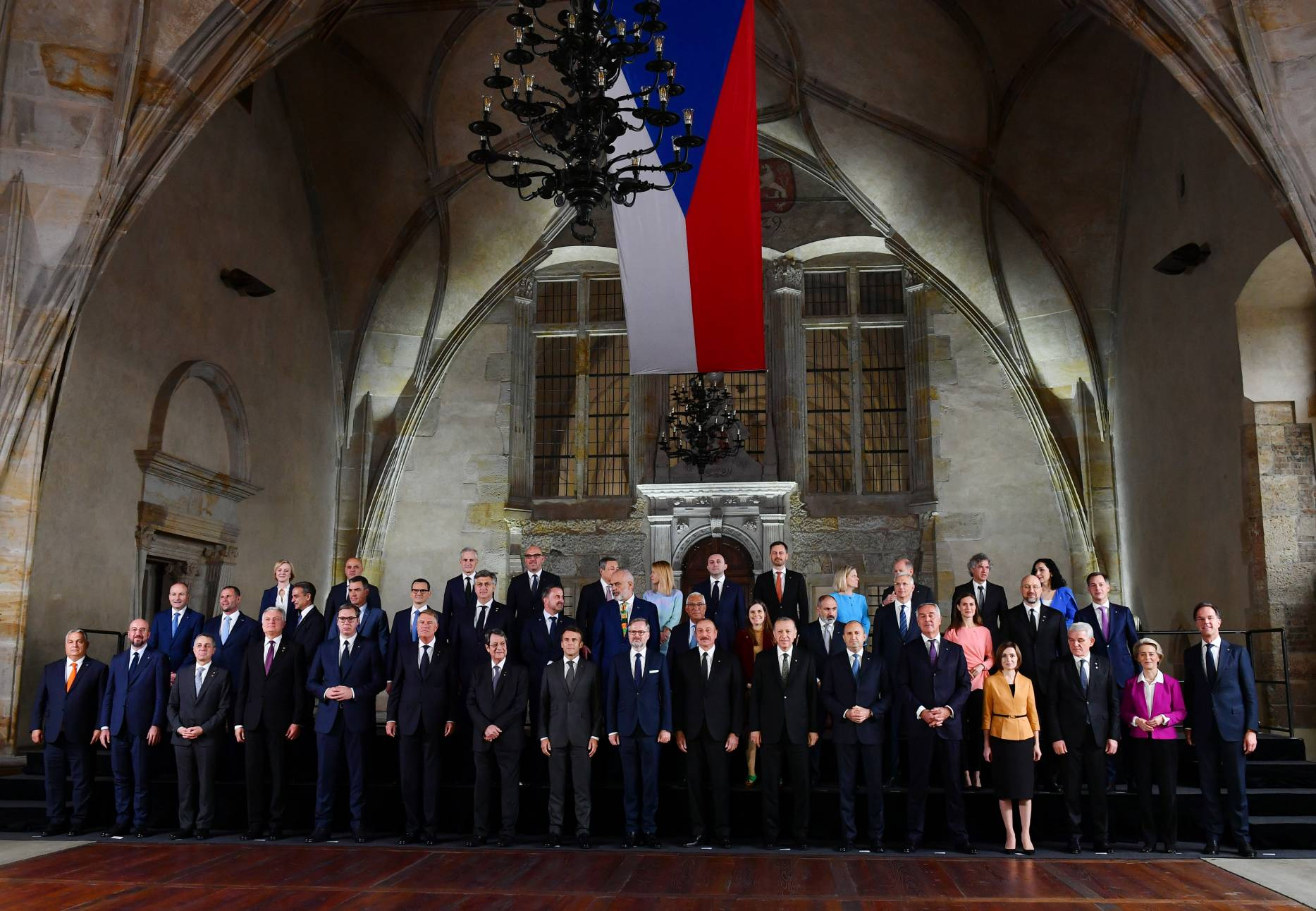
Líderes europeus na 1ª Cúpula da CPE em Praga

Prevê-se a realização de duas cúpulas por ano, alternando a organização entre países que pertencem ou não à UE. A primeira ocorreu em Praga, de 6 a 7 de outubro de 2022.
Em 29 de setembro de 2022, o Reino Unido anunciou que iria participar na reunião, oferecendo-se para sediá-la. A Moldávia também se ofereceu para realizar a próxima cúpula.
| # | Data                 | País anfitrião | Cidade sede                      |
| - | -------------------- | -------------- | -------------------------------- |
| 1 | 6 de outubro de 2022 | Chéquia        | Castelo de Praga, Praga          |
| 2 | 1 de junho 2023      | Moldávia       | Mimi Castle in Bulboaca,Quixinau |
| 3 | 5 de outubro de 2023 | Espanha        | Alhambra, Granada                |
| 4 | A definir            | Reino Unido    | A definir                        |

## Participantes
Os países e organizações internacionais que participam da CPE são:
- Albânia
- Alemanha
- Arménia
- Áustria
- Azerbaijão
- Bélgica
- Bósnia e Herzegovina
- Bulgária
- Chipre
- Croácia
- Dinamarca
- Estónia
- Finlândia
- França
- Geórgia
- Grécia
- Hungria
- Islândia
- Irlanda
- Itália
- Kosovo[a]
- Letónia
- Liechtenstein
- Lituânia
- Luxemburgo
- Malta
- Moldávia
- Montenegro
- Países Baixos
- Macedónia do Norte
- Noruega
- Polónia
- Portugal
- Roménia
- Reino Unido
- San Marino
- Sérvia
- Eslováquia
- Eslovénia
- Espanha
- Suécia
- Suíça
- Chéquia
- Turquia
- União Europeia
- Ucrânia

## Críticas e controvérsias
De acordo com uma reportagem da Associated Press, "os críticos alegam que o novo fórum é uma tentativa de travar o alargamento da União Europeia. Outros temem que possa se tornar um local de conversas, com uma ou duas reuniões por ano, mas desprovido de qualquer influência ou conteúdo." A reportagem concluiu que "nenhum dinheiro ou programa da UE foi oferecido, e nenhuma declaração formal será emitida após a cimeira. A prova do seu sucesso provavelmente será o acontecimento de uma segunda cimeira."
A criação deste novo fórum terá deixado o Conselho da Europa "perplexo", tendo um dos seus porta-vozes declarado: "No campo dos direitos humanos, democracia e estado de direito, existe já uma comunidade pan-europeia: o Conselho da Europa." Uma característica do novo fórum é que a Rússia e a Bielorrússia foram deliberadamente excluídas, mas tal não explica a necessidade de criar uma entidade diferente, uma vez que a Rússia já não é membro do Conselho da Europa e a Bielorrússia participa apenas parcialmente, como não-membro.